# Diaspora pakistanaise

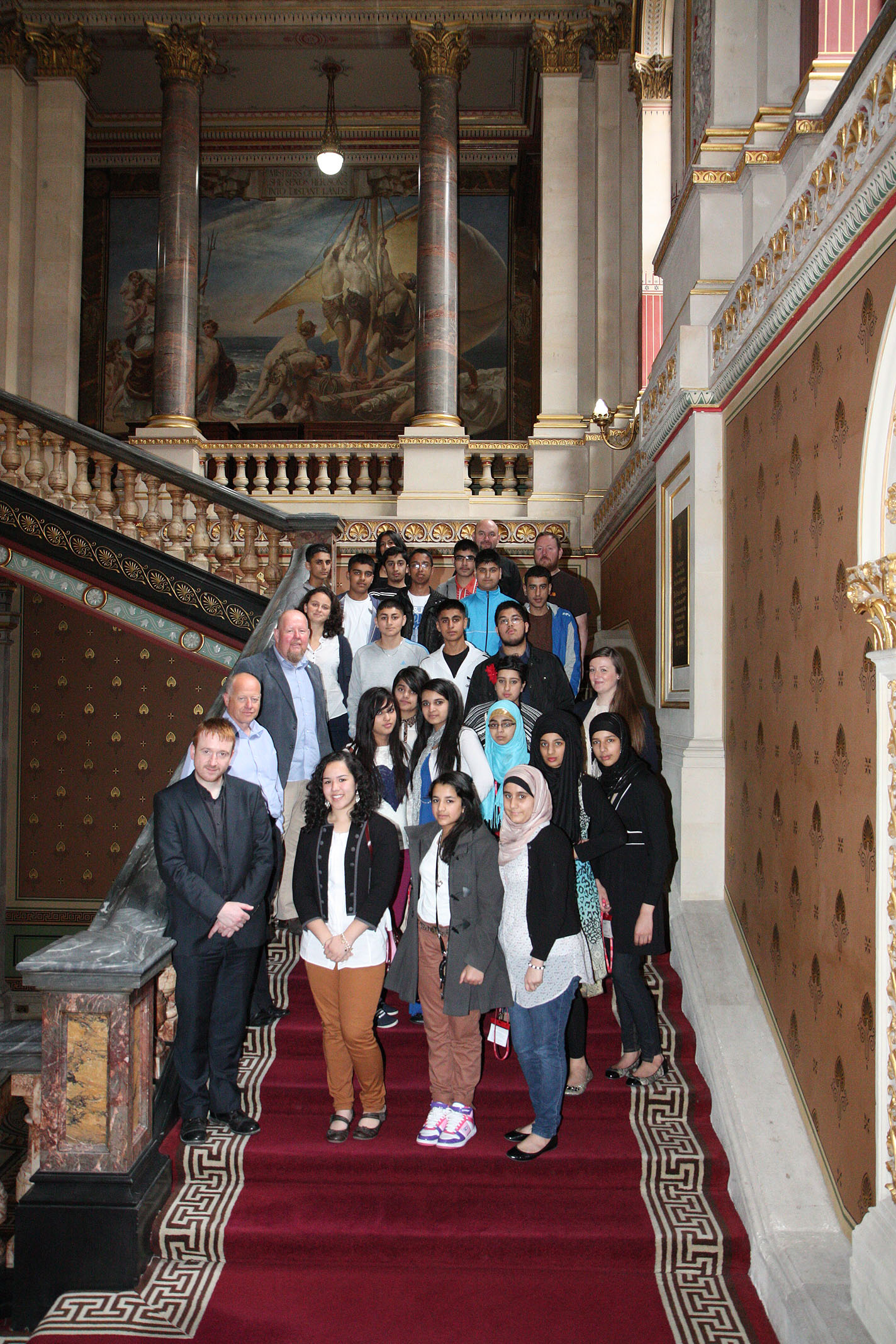
Jeunes pakistanais au Royaume-Uni.

La diaspora pakistanaise (en anglais : overseas Pakistani ; en ourdou : سمندر پار پاکستانی) constitue l'ensemble des Pakistanais vivants à l'extérieur du Pakistan. Ils sont près de 8,8 millions d'individus selon le ministère des Pakistanais de l'étranger en 2018. Il s'agit de l'une des plus importantes communautés expatriées au monde, soit la sixième selon le département des affaires économiques et sociales de l'ONU en 2016. 
Elle constitue une ressource de revenus importante pour l'économie nationale, représentant près de 20 milliards de dollars de rémittences en 2017 selon la Banque d'État du Pakistan. La principale destination des Pakistanais émigrés est l'Arabie saoudite, suivie par les Émirats arabes unis et le Royaume-Uni.

## Histoire de l'émigration pakistanaise
Entre 1947 et 1965, l'émigration était assez faible au Pakistan. La plupart des individus quittant le pays le faisaient pour suivre des études, ou effectuer de séjours relativement courts pour des missions de travail temporaires. Peu d'entre eux s'établissaient alors durablement dans d'autres pays. Le tournant a lieu au milieu des années 1960, alors que les autorités britanniques commencent à délivrer des permis de séjour pour travailler dans l'industrie. Ils sont près de 50 000 à rejoindre ce pays entre 1965 et 1970 et à s'y installer durablement. Beaucoup viennent des alentours de Mirpur, l'achèvement du barrage de Mangla ayant conduit à d'importants déplacements.
À partir des années 1980, les nations occidentales cèdent progressivement leur place aux États arabes du Golfe qui émergent grâce aux revenus du pétrole et recherchent une main d’œuvre pour développer leur économie. La région accueille aujourd'hui plus de la moitié des émigrés pakistanais (53 %). Il s'agit surtout de jeunes hommes dont la famille est restée au pays et à laquelle les revenus du travail sont renvoyés (rémittences). 

## Enjeux politiques et économiques

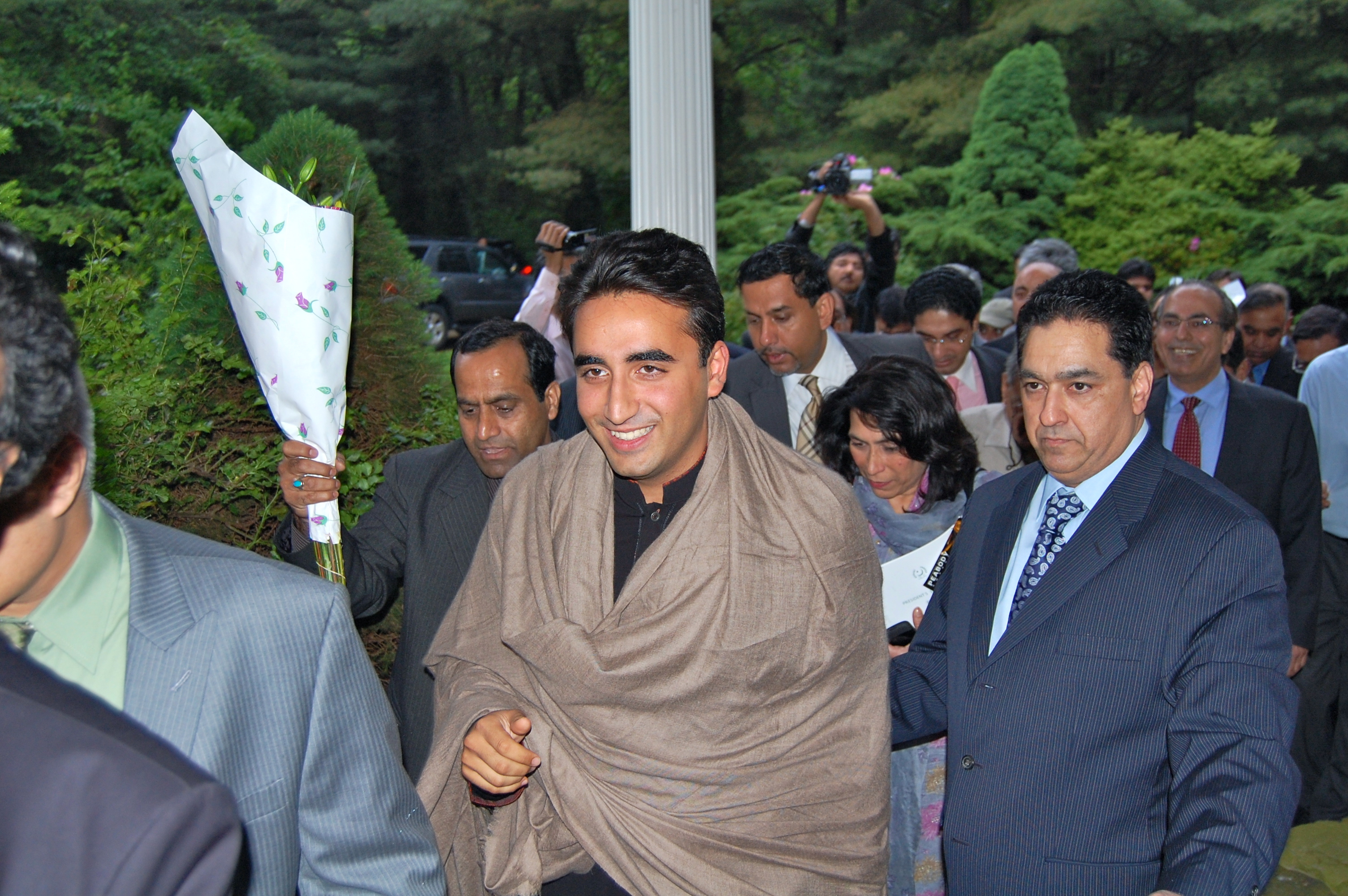
Bilawal Bhutto Zardari lors d'une réunion d’expatriés du Parti du peuple pakistanais à New York, en 2012.

Les enjeux politiques de la diaspora sont notables au Pakistan. Ils disposent notamment d'un ministère dédié : le ministère des Pakistanais de l'étranger et du développement des ressources humaines (Ministry of Overseas Pakistanis and Human Resource Development). L'un des enjeux est le droit de vote aux élections nationales. Depuis les premières élections en 1970, le processus est long, compliqué et souvent impossible. Les revendications se sont multipliées pour que les expatriés puissent voter dans leur pays de résidence. Imran Khan dépose notamment en 2011 des recours devant la justice en ce sens. Une première loi est passée en 2013 pour voter dans les ambassades et consulats, mais elle n'est pas appliquée. À l'occasion d'élections partielles en octobre 2018, la Commission électorale du Pakistan expérimente un nouveau système de vote électronique pour les expatriés. 
Les revenus envoyés par les expatriés à leur famille constituent un important enjeu économique. En 2016, ils représentaient 16 milliards de dollars, dont 64 % proviennent des États arabes du Golfe et 25 % des États-Unis et du Royaume-Uni. Ces revenus montent à près de 20 milliards de dollars en 2017, soit près de 6,5 % du PIB selon la Banque mondiale.

## Statistiques
Depuis les années 1980, les Pakistanais sont nombreux dans presque tous les pays du Golfe : Arabie saoudite, Émirats arabes unis, Oman, Qatar, Koweït et Bahreïn. Ces pays représentent près de 53 % des émigrés pakistanais et 58 % des rémittences, selon le ministère pakistanais chargé de la diaspora en 2018. L'Amérique du Nord représente quant-à elle 15 % des émigrés et des rémittences et approximativement autant pour le Royaume-Uni. L'Union européenne et les pays de l'Afrique australe représentent aussi une importante source de la diaspora, soit environ 600 000 et 250 000 personnes respectivement. 
Malgré la proximité géographique et les liens économiques, les Pakistanais sont peu nombreux en Asie du Sud et de l'Est : 75 000 en Malaisie, 15 000 en Chine et 10 000 en Inde.

Principaux pays de la diaspora pakistanaise.

| Pays                | Nombre de Pakistanais |
| ------------------- | --------------------- |
| Arabie saoudite     | 2 600 000             |
| Émirats arabes unis | 1 500 000             |
| Royaume-Uni         | 1 470 000             |
| États-Unis          | 1 000 000             |
| Canada              | 350 000               |
| Oman                | 271 000               |
| Qatar               | 140 000               |
| Italie              | 130 593               |
| Bahreïn             | 117 000               |
| Koweït              | 107 575               |
| Allemagne           | 103 220               |
| Espagne             | 100 000               |
| Australie           | 100 000               |
| France              | 21 000                |
| Total               | 8 840 732             |